# Oppidum de L'Étoile (Somme)
L'oppidum de L'Étoile est un site fortifié de la fin de l’âge du bronze et de la Guerre des Gaules, situé sur le territoire de la commune de L’Étoile, dans le département de la Somme, à 24 kilomètres à l'ouest d'Amiens. Il porte localement le nom de « Camp César ».

## Historique
L'oppidum de l’Étoile nous est connu au moins depuis le XVIIIe siècle par les travaux de l'abbé Fontenu, qui en 1734 datait sa construction du IVe siècle. Alexandre Louis d’Allonville attribua en 1828 sa construction à Jules César. En 1854, les fouilles archéologiques ont mis au jour plusieurs casques bombés en bronze, datant d'environ 1800 av. J.-C. C'est O. de Vauvillé qui, à la fin du XIXe siècle, démontra que l'oppidum était antérieur à l'occupation romaine. Le site semble même avoir été occupé depuis le Néolithique, à l'âge du bronze, à l’âge du fer, à l’époque romaine et à l’époque mérovingienne, comme tendent à le prouver les vestiges archéologiques mis au jour in situ. Des poteries, des monnaies romaines y ont été trouvées, de même que les vestiges d'un fanum. 
Au Moyen Âge, le site était doté d'une motte castrale et dépendait du fief de l’Étoile, propriété des châtelain d'Amiens. À partir de 1644, il prit le nom de « Camp César ».
L'oppidum de l'Etoile a été classé monument historique, en 1862.

## Caractéristiques
En majorité, les oppidums sont situés sur des hauteurs et bénéficient d'un relief naturellement défensif. Les Gaulois comme d'autres peuples, choisissaient des collines faciles à défendre, protégées sur une bonne partie de leur pourtour par de forts abrupts naturels.
L’oppidum de l'Étoile, un éperon grossièrement ovale de 94 m de haut, occupe une superficie d’une dizaine d’hectares sur la rive droite de la Somme, et mesure 525 m de long sur 300 m de large. Les vestiges du rempart culminent encore à 6 m au-dessus du niveau de l’enceinte. Les fossés aujourd’hui comblés ont laissé peu de traces. L’un était profond de 4 m et large de 8, le second large de 3,5 m et profond de 12.
Les flancs escarpés le protégeaient sur trois côtés, le quatrième était protégé par une levée de terre disposée en chicane dissimulant l’entrée.
A l’extrémité sud-ouest de l’oppidum, un tertre de 30 m sur 20 m avec un puits au milieu était protégé par un fossé de 4 m de profondeur et de 20 m de large. Ce tertre serait à l’origine d’une motte féodale. Le site de l'oppidum est aujourd'hui boisé.